# Zdeněk Pohl
Zdeněk Pohl (ur. 19 maja 1907, zm. 14 października 1986) – czechosłowacki kierowca i motocyklista wyścigowy oraz żużlowiec.

## Życiorys

### Kariera sportowa
Był wszechstronnym kierowcą, uprawiającym sport motocyklowy, żużlowy i samochodowy (rajdy i wyścigi). W połowie lat 20. ścigał się motocyklem Indian Scout. W 1929 roku został pierwszym zwycięzcą żużlowego turnieju Zlatá Přilba w Pardubicach.
W 1936 roku wystartował w Rajd Monte Carlo na Škodzie 420 Popular, a jego pilotem był Jaroslav Hausman. Załoga zajęła wówczas drugie miejsce w klasie 1500 cm³ i dwudzieste w klasyfikacji generalnej. Na cześć tego sukcesu Škoda wyprodukowała limitowaną edycję (72 egzemplarze) samochodu Škoda Popular Sport – Monte Carlo.
W 1932 roku, po śmierci Jiříego Christiana Lobkovica w Grand Prix Niemiec, przejął od niego Bugatti T54 i odbudował samochód. W 1932 roku był czwarty w klasie voiturette w wyścigu Avusrennen. W latach 1933–1935 uczestniczył w Grand Prix Czechosłowacji, zajmując w edycji z 1933 roku piąte miejsce. Dwukrotnie, w latach 1933 oraz 1936, wygrał górski wyścig Ecce Homo Šternberk. Bugatti T54 używał do 1947 roku.
Zrezygnował ze ścigania po poważnym wypadku na torze Sporilov.

### Życie prywatne
Brat Jiříego Pohla (1905–1979), również kierowcy wyścigowego.